# Carlos Augusto Montenegro
Carlos Augusto Montenegro est un économiste brésilien, né le 28 janvier 1954 à Rio de Janeiro, diplômé de l'Université Gama Filho en 1977. 
Membre de l'IBOPE (pt) (Instituto Brasileiro de Opinião Pública e Estatística) il est également connu pour avoir été le président du club de football brésilien du Botafogo de Futebol e Regatas de 1994 à 1996. Sous sa présidence le club est sacré champion du Brésil en 1995. 